# Mix FM Manaus
Mix FM Manaus é uma emissora de rádio brasileira com sede em Manaus no estado do Amazonas opera no dial FM na frequência 100,7 MHz, sendo afiliada à Mix FM.

## História
Fundada em 1990 pelo empresário Armando Clóvis Prado de Medeiros Mendes, filho do ex-governador do Amazonas, Amazonino Armando Mendes, a emissora trouxe uma programação inicialmente 100% independente, de natureza pop e eletrônica, destacando-se nessa época por transmitir músicas que até então não eram executadas nas rádios manauaras, trazendo sucessos diretamente da Europa e Estados Unidos por meio de discos importados. A partir de 2004 procurou seguir uma programação mais popular, até chegar a afiliação com a Rede Mix. Por um breve período chegou a se afiliar à Antena 1.
A emissora é a mais antiga afiliada da rádio Mix FM na Região Norte do Brasil sendo a primeira (a segunda emissora afiliada mais antiga é a Mix FM Belém). Também é a unica emissora que retransmite a programação da Rede Mix FM no Amazonas.
A Mix FM Manaus é focada no público Jovem e sendo líder em seu seguimento, ficando em 2 lugar no ranking geral, perdendo apenas para a Difusora FM de segmento Popular. Sua concorrente é a Jovem Pan FM Manaus.